# Химаре
Химаре (грч. Χιμάρα) јесте општина и регион у округу Валона, јужној Албанији. 
Општина има укупну површину  57.194 km2 и састоји се од административних јединица Химаре, Хоре-Вранисхт и Лукове. Лежи између Цераунијских планина и обале Јонског мора, део је албанске ривијере. Традиционално схватане границе региона Химаре постепено су се смањивале током отоманског периода, и у регион обухвата град Химаре и села на обали (Брегдет на албанском), углавном укључујући само Паласу, Дхерми, Пилур, Кудхес, Вуно, Иљас и Ћепаро.
Обални регион Химаре је претежно насељен етничким Грцима. Локално становништво говори двојезично на грчком и албанском језику. Град Химаре и села Дхерми и Паласа, који заједно чине већину становништва региона, првенствено су насељени грчким становништвом. Села Иљаш, Лукове, Кудхес, Пилур и Вуно су насељена албанским становништвом, док је Ћепаро насељен и Албанцима и Грцима. На попису из 2011. године, 83% становника бивше општине Хоре-Враниште изјаснило се као Албанци, док се остали грађани нису изјаснили. У бившој општини Лукове, становништво је претежно албанско (94%) са мањом грчком мањином (6%).

## Географија
Регион Химаре је око 20 километара дуг и 5 километара широк, обухвата укупно 132,13 км2, и омеђен Цераун планинама високим 2000 метара на североистоку и Јонским морем на југозападу. У Химари се налазе беле пешчане плаже, а неколико брежуљака у близини мора су под засадима маслинаи цитруси Традиционално схватане границе региона Химаре постепено су се смањивале током отоманског периода, сводећи се само на град Химаре и села на обали (Bregdet на албанском).

## Мањинска питања
Док се ситуација грчке мањине у Албанији поправила од пада комунизма, етничке тензије у Химари и даље постоје Током суђења припадницима Омоноје 1994. године, организације која представља грчку мањину у Албанији, албанска полиција је ухапсила и претукла тројицу локалних Грка након што су код њих пронађени летци са позивом на ослобађање ухапшених вођа Омоноје. У 2008. одржан је низ протеста са мештанима који су захтевали власништво над земљом и аутономију за регион. Кућа бившег градоначелника Химаре Васила Болана два пута је била мета бомбашког напада, 2004. и поново у мају 2010. Градоначелник Химаре, етнички Грк, наредио је 2009. да се уклони неколико путоказа јер нису писани на грчком, већ само на албанском и енглеском. Локални суд га је осудио за уништавање државне имовине, али је пресуда поништена.
Дана 12. августа 2010. године, етничке тензије су порасле након што је грчки продавац Аристотелис Гоумас убијен када је његов мотоцикл ударио аутомобил којим су управљала тројица албанских младића са којима се Гоумас наводно посвађао када су захтевали да не сме да им говори грчки у свом продавница. Огорчени мештани блокирали су главни аутопут између Валоне и Саранде и захтевали реформу и повећану заступљеност локалних Химариота у локалним полицијским снагама. Инцидент су осудиле и грчка и албанска влада, а тројица осумњичених су оптужени за инцидент.
Попис становништва из 2011. први пут је укључио етничку припадност, што је дугогодишњи захтев грчке мањине у Албанији и међународних организација. Међутим, представници грчке мањине сматрали су неприхватљивим члан 20 Закона о попису становништва, према којем постоји казна од 1.000 долара за изјашњавање о националној припадности  мимо податка који је наведен на изводу из матичне књиге рођених особе. Као резултат тога, делови грчке заједнице су бојкотовали попис.
Током 2005. године, након година неодговорених захтева, премијер Бериша је одобрио отварање школе на грчком језику у Химари коју је делимично финансирала грчка влада.
Албанска влада је 26. августа 2015. срушила цркву Светог Атанасија у Дхермију. Министарство спољних послова Грчке осудило је овај потез. У октобру 2017. албанске власти су наставиле са рушењем имовине која припада припадницима грчке мањине. Због оваквог развоја догађаја локално становништво је јавно протестовало док је велики број албанских полицајаца послат у област.
У марту 2019. албанске власти су повукле бившу одлуку о заплени имовине припадника локалне грчке мањине. Према дипломатским изворима, ова одлука је уследила као резултат оштрог упозорења грчког премијера Алексиса Ципраса. Организација Омоноја је апеловао на грчку државу да брани законска права локалног грчког становништва и да се избегне заплена грчке имовине.

## Атракције
Подручје има велики потенцијал за туризам, а главне карактеристике општинског града су шеталиште уз море, таверне и традиционално очувани стари град изграђен на брду. Град Химаре се састоји од старог града Кастра, који се налази на и око старог замка и приобалног региона Спилеа, који је туристички и привредни центар региона. Дхерми садржи низ недавно изграђених одмаралишта на плажи. На планинама се налазе Пилур и Кудхес, док се Кепаро налази јужно од града Химаре.
У Химари се налази неколико православних цркава и манастира, изграђених традиционалном византијском архитектуром, као што су манастир Крста, Аталиотиса, Свети Теодор, Богородица у Дхермију и Свети Димитрије. Штавише, велики број цркава се налази унутар замка Химаре, који је првобитно изграђен у класичној антици, попут цркве Девице Марије Касопитре, Епископи, која је подигнута на месту древног храма посвећеног Аполону, као и црква Црква Агхиои Пантес, на улазу у замак. Додатни споменици у замку укључују вилу породице Спиромилиос и грчку школу.

## Спорт
Град фудбалског клуба Химара КФ Химара. Клуб тренутно игра у Другој лиги Албаније. Стадио клуба је стадион Петро Руци у Орикуму, Албанија, који је у власништву КФ Орику и има капацитет од 2.000 људи.